# Фишер, Антон (бобслеист)
А́нтон Фи́шер (нем. Anton Fischer; 25 июля 1954, Ольштадт) — немецкий бобслеист, пилот, выступал за сборную ФРГ в 1980-х годах. Участник двух зимних Олимпийских игр, дважды обладатель Кубка мира в зачёте двухместных экипажей, призёр многих международных первенств и национальных турниров.

## Биография
Антон Фишер родился 25 июля 1954 года в коммуне Ольштадт, район Гармиш-Партенкирхен. Спортом увлёкся ещё в детстве, состоял в местном спортивном клубе «Ольштадт», а позже при поддержке своего земляка Вольфганга Циммерера, знаменитого бобслеиста, освоил профессию бобслейного пилота. Благодаря череде удачных выступлений в возрасте двадцати девяти лет удостоился права защищать честь страны на зимних Олимпийских играх 1984 года в Сараево — в двойках вместе с разгоняющим Хансом Мецлером занял восьмое место, тогда как в четвёрках, когда к ним присоединились Франц Ниснер и Уве Айзенрайх, был лишь четырнадцатым.
Первого серьёзного успеха в бобслее Фишер добился в сезоне 1984/85 на впервые проведённом Кубке мира — по итогам всех этапов набрал наибольшее количество очков среди двухместных экипажей, а также занял первое место в комбинации, где суммируются результаты в двойках и четвёрках. В сезоне 1986/87 вновь показал неплохие результаты в зачёте мирового кубка, получил хрустальный глобус за лидерство в соревнованиях бобов-двоек, занял третье место в комбинации. Оставаясь лидером бобслейной сборной Западной Германии, прошёл квалификацию на Олимпийские игры 1988 года в Калгари. На сей раз его основным разгоняющим стал молодой Кристоф Ланген, который впоследствии сам переквалифицировался в пилота и выиграл множество престижнейших титулов, в том числе два олимпийских золота. Тем не менее, на этих Играх им не удалось попасть в число призёров: в двойках их команда финишировала седьмой, а в четвёрках при содействии Ниснера и Айзенрайха только одиннадцатой.
После объединения Германии в 1990 году конкуренция в сборной резко возросла, и Фишер принял решение завершить карьеру профессионального спортсмена, уступив место в команде молодым немецким пилотам, в частности своему бывшему напарнику Лангену, который, сменив амплуа, быстро выбился в лидеры национального зачёта.